# Grünliche Gelb-Segge
Die Grünliche Gelb-Segge (Carex demissa), auch Verkannte Gelb-Segge, Aufsteigende Segge oder Aufsteigende Gelbe Segge genannt genannt, ist eine Pflanzenart aus der Gattung der Seggen (Carex) innerhalb der Familie der Sauergrasgewächse (Cyperaceae).

## Beschreibung

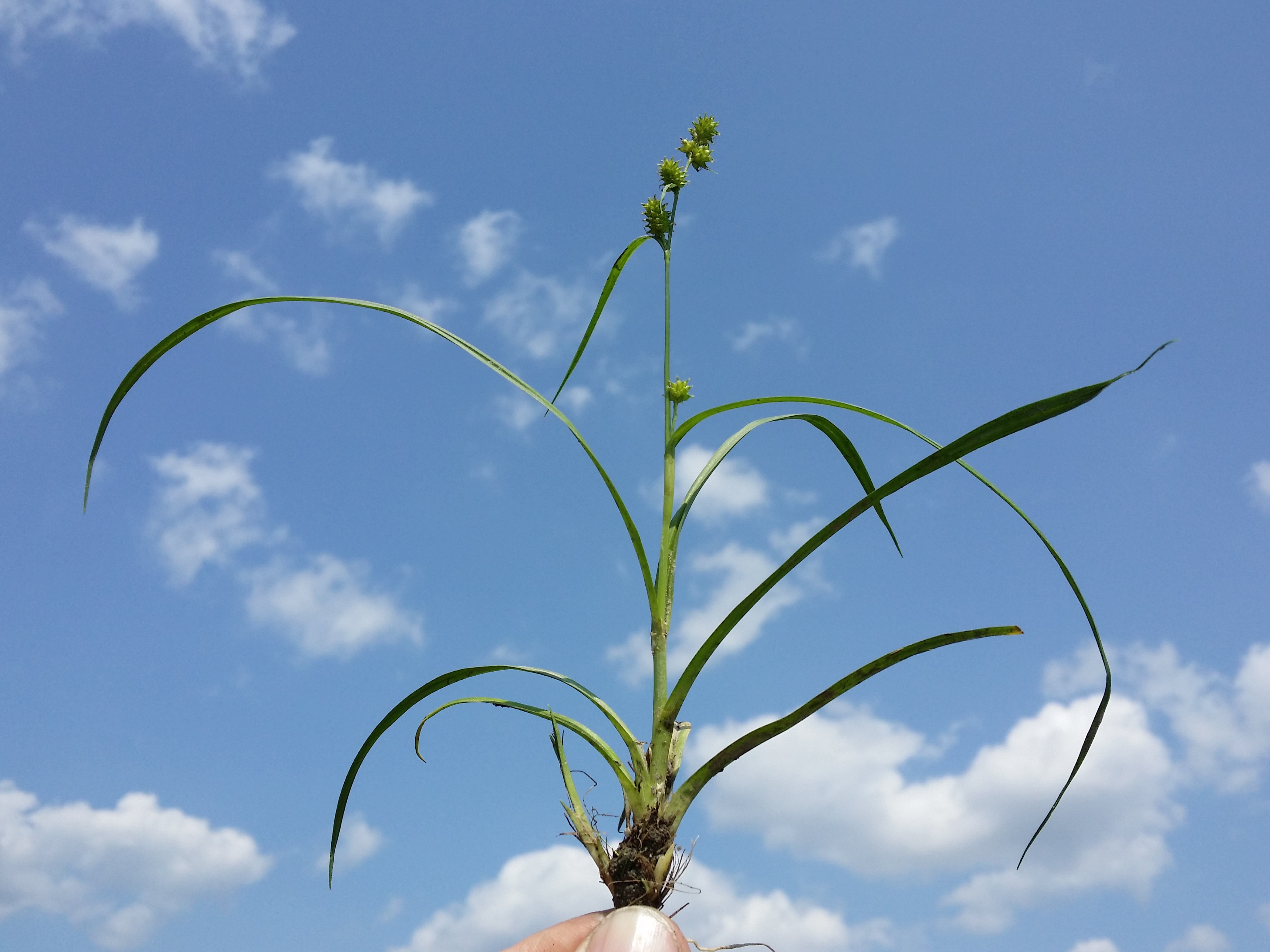
Habitus, Laubblätter und Blütenstand

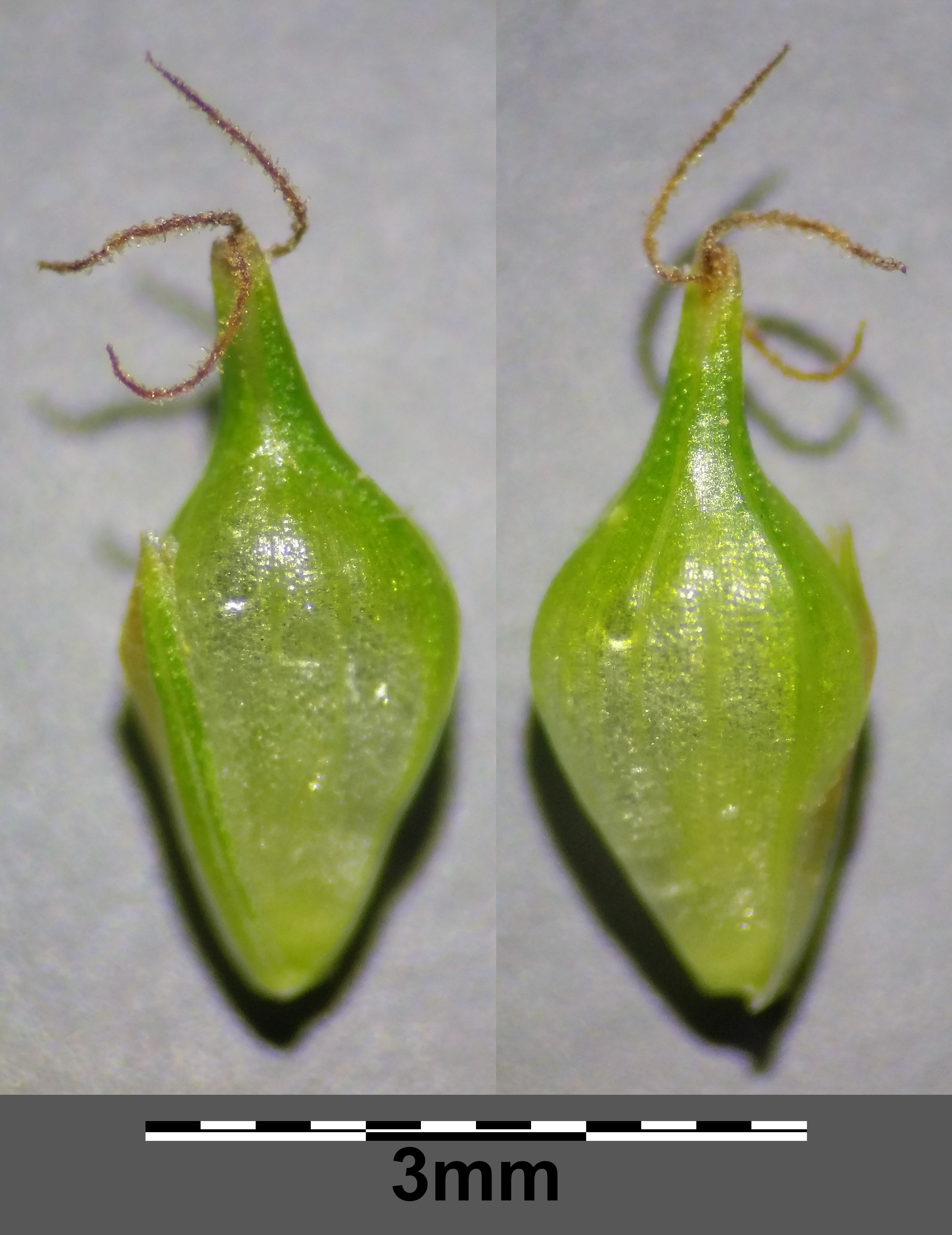
Fruchtschlauch mit Deckblatt

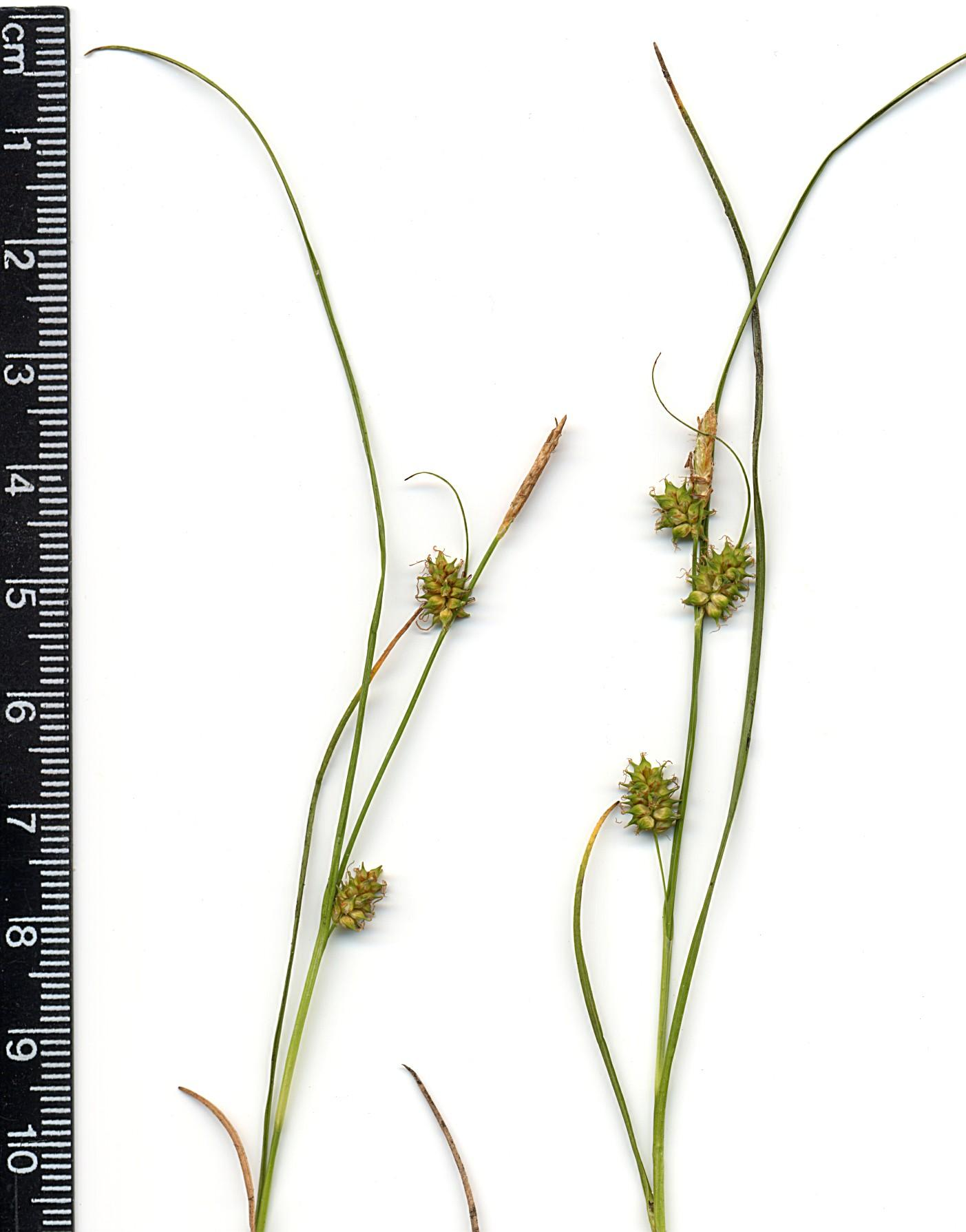
Frischer Herbarbeleg

### Erscheinungsbild und Blatt
Die Grünliche Gelb-Segge ist eine ausdauernde krautige Pflanze und erreicht Wuchshöhen von meist 5 bis 25, manchmal auch bis zu 40 Zentimetern. Sie besitzt keine Ausläufer und bildet kleine, feste Horste. Der meist bogig aufsteigende Stängel ist meist so lang oder etwas länger als die Laubblätter und stumpf dreikantig, etwa 1 Millimeter dick und glatt. Die grundständigen Blattscheiden sind strohfarben bis hell-braun.
Die grasgrünen Laubblätter sind 2 bis 4 Millimeter breit. Das Blatthäutchen ist etwa 1 Millimeter lang und ausgerandet.

### Blütenstand, Blüte und Frucht
Die Blütezeit liegt vorwiegend in den Monaten Mai bis Juli. Die Grünliche Gelb-Segge ist einhäusig getrenntgeschlechtig (monözisch). Die Grünliche Gelb-Segge gehört zu den Verschiedenährigen Seggen, bei denen die Ährchen verschieden gestaltet sind. Das obere oder die obersten Ährchen enthalten dabei fast immer nur männliche Blüten, während das untere oder die unteren fast immer nur weibliche Blüten enthalten. Der Blütenstand ist auf einer Länge von 3 bis zu 20 Zentimeter am Stängel verteilt. Er besitzt ein kurz gestieltes, endständiges, etwa 10 bis 20 Millimeter langes männliches Ährchen und meist zwei oder drei weibliche Ährchen. Alle Ährchen sind etwas voneinander entfernt. Das unterste ist häufig weit abgerückt und kann manchmal den Grund des Stängels erreichen. Die weiblichen Ährchen haben eine Länge von 7 bis 15 Millimeter und sind etwa 6 bis 8 Millimeter breit. Die Hüllblätter des Blütenstandes sind laubblattartig und stehen meist deutlich vom Stängel ab oder sind zurückgeschlagen; das unterste ist meist länger als der Blütenstand. Die Tragblattscheide der untersten Ähre besitzt am oberen Rand ein mindestens 1 Millimeter langes Anhängsel. Die Spelzen der weiblichen Ährchen sind bei einer Länge von 2 bis 2,5 Millimetern sowie einem Durchmesser von etwa 1,5 Millimetern eiförmig mit stumpfem bis spitzem oberen Ende, bleich-häutig, nach oben hell-braun und haben einen grünen Mittelstreifen. Die Spelzen der männlichen Ährchen sind bei einer Länge von etwa 4 Millimetern lanzettlich mit stumpfem oberen Ende. Die zunächst grünen, reif gelb-grünen Fruchtschläuche sind deutlich längsnervig, bei einer Länge von 3 bis 4 Millimetern verkehrt-eiförmig, dreikantig und etwas aufgeblasen. Die Fruchtschläuche sind ziemlich plötzlich in den 1 bis 1,5 Millimeter langen, mehr oder weniger geraden, zweizähnigen, glatten Schnabel verlängert. Sie besitzen drei Narben.
Die Nüsschen sind bei einer Länge von etwa 1,5 Millimetern sowie einem Durchmesser von etwa 1 Millimeter verkehrt-eiförmig und füllen den Fruchtschlauch nicht vollständig aus.
Die Chromosomenzahl beträgt 2n = 70.

## Unterscheidung zu ähnlichen Arten
Von der sehr ähnlichen Gewöhnlichen Späten Gelbsegge (Carex viridula) unterscheidet sich die Grünliche Gelb-Segge (Carex demissa) unter anderem durch die längeren, 3 bis 4 Millimeter langen Fruchtschläuche und das häufig weit abgesetzte untere Ährchen. Die ebenfalls ähnliche Gelb-Segge (Carex flava) besitzt längere Fruchtschläuche (4 bis 7 Millimeter lang) mit deutlich herabgekrümmten Schnäbeln, die in etwa die Länge des übrigen Teils des Schlauches erreichen.

## Vorkommen
Die Grünliche Gelb-Segge ist ein nördlich-subatlantisches Florenelement. Die Gesamtverbreitung von Carex demissa ist ungenügend bekannt, da sie früher nicht von Carex viridula getrennt wurde. Carex demissa kommt vor allem in Makaronesien und im westlichen und im nordwestlichen Europa und vom Mittelmeerraum bis hin zum westlichen Himalaja vor; nach Norden erstreckt sich ihr Areal bis ins südliche Finnland und bis ins Baltikum, ostwärts bis Polen, bis in die westlichen Karpaten und die Ukraine, im Süden noch bis in den nördlichen Teil der Iberischen Halbinsel und bis Norditalien; ferner gibt es einige Vorkommen im atlantischen Nordamerika. Carex demissa ist in Neuseeland und in Tasmanien ein Neophyt.
Sie steigt in Tirol im Fimbatal bis zu einer Höhenlage von 1700 Metern auf.
In Deutschland kommt die Grünliche Gelb-Segge sehr zerstreut vor, nur im westlichen Teil ist sie auch häufiger. In Österreich und der Schweiz ist sie insgesamt nur selten.
Carex demissa wächst in Flachmooren, Quellfluren und auf sumpfigen Wiesen. Sie gedeiht am besten auf mild-mäßig sauren Sumpfhumusböden. Sie ist eine Charakterart des Parnassio-Caricetum aus dem Verband Caricion fuscae, kommt aber auch in Pflanzengesellschaften des Caricion davallianae vor.
Die ökologischen Zeigerwerte nach Landolt et al. 2010 sind in der Schweiz: Feuchtezahl F = 4w+ (sehr feucht aber stark wechselnd), Lichtzahl L = 3 (halbschattig), Reaktionszahl R = 2 (sauer), Temperaturzahl T = 3 (montan), Nährstoffzahl N = 2 (nährstoffarm), Kontinentalitätszahl K = 2 (subozeanisch).

## Systematik
Die gültige Erstbeschreibung von Carex demissa erfolgte 1821 durch Jens Wilken Hornemann in Fors. Oecon. Plantel., 3. Auflage, Band 1, Seite 939. Die Veröffentlichung durch Hornemann in Florae danicae, nomine inscriptum 4, Tafel 1342 von 1806 ist formal nicht gültig. Das Artepitheton demissa bedeutet „herabhängend“. Synonyme für Carex demissa Hornem. sind: Carex flava subsp. demissa (Hornem.) O.Bolòs, Masalles & Vigo, Carex oederi subsp. demissa (Hornem.) C.Vicioso
Die Art Carex demissa gehört zum Artenkomplex der Gelb-Seggen (Carex flava L. agg.) in der Gattung (Carex).
Es gibt seit 2011 zwei Unterarten:
- Carex demissa subsp. cedercreutzii (Fagerstr.) Jac.Koopman (Syn.: Carex tumidicarpa subsp. cedercreutzii Fagerstr., Carex viridula subsp. cedercreutzii (Fagerstr.) B.Schmid): Diese Neukombination erfolgte 2011. Sie kommt nur auf den Azoren vor.[6][11]
- Carex demissa Hornem. subsp. demissa (Syn.: Carex flava var. marssonii (Auersw.) T.Marsson, Carex flava subsp. marssonii (Auersw.) K.Richt., Carex flava subsp. marssonii (Auersw.) Callmé, Carex flava var. oedocarpa (Andersson) Blytt, Carex flava subsp. oedocarpa (Andersson) P.D.Sell, Carex gogelana Podp., Carex marssonii Auersw., Carex oederi subsp. oedocarpa Andersson, Carex oederi var. oedocarpa (Andersson) C.Hartm., Carex oedocarpa Andersson nom. superfl., Carex tumidicarpa Andersson, Carex viridula var. oedocarpa (Andersson) Wilmott, Carex viridula subsp. oedocarpa (Andersson) B.Schmid, Carex demissa subsp. iranica Kukkonen): Sie kommt auf den Kanaren sowie auf Madeira und ist von Europa bis zum westlichen Himalaja verbreitet.[6]